# Liste der Stolpersteine in Waldkappel
Die Liste der Stolpersteine in Waldkappel enthält die Stolpersteine, die im Rahmen des gleichnamigen Kunst-Projekts von Gunter Demnig in Waldkappel verlegt wurden. Mit ihnen soll an die Opfer des Nationalsozialismus erinnert werden, die in Waldkappel lebten und wirkten.
Bisher wurden die Stolpersteine nur im Stadtteil Harmuthsachsen verlegt.

## Liste der Stolpersteine
| Name                       | Adresse             | Bild | Inschrift | Verlegedatum  | Biografie und Anmerkungen |
| -------------------------- | ------------------- | ---- | --- | ------------- | ------------------------- |
| Gustav Kron                | Bilsteinstraße 12 · |      | Hier wohnte Gustav Kron Jg. 1878 'Schutzhaft' 1938 Sachsenhausen deportiert 1941 Łodz/Litzmannstadt ermordet 1942 Chelmno/Kulmhof                                         | 1. Sep. 2017  |                           |
| Selma Kron                 | Bilsteinstraße 12 · |      | Hier wohnte Selma Kron geb. Blumenkrohn Jg. 1890 deportiert 1941 Łodz/Litzmannstadt ermordet 1942 Chelmno/Kulmhof                                                         | 1. Sep. 2017  |                           |
| Walter Kron                | Bilsteinstraße 12 · |      | Hier wohnte Walter Kron Jg. 1922 mit Hilfe Flucht 1937 USA | 1. Sep. 2017  |                           |
| Adolf Hammerschlag         | Bilsteinstraße 13 · |      | Hier wohnte Adolf Hammerschlag Jg. 1880 'Schutzhaft' 1938 Buchenwald Flucht 1939 Südafrika                                                                                | 1. Sep. 2017  |                           |
| Hedwig Hammerschlag        | Bilsteinstraße 13 · |      | Hier wohnte Hedwig Hammerschlag geb. Stein Jg. 1887 Flucht 1939 Südafrika                                                                                                 | 1. Sep. 2017  |                           |
| Gretel Hammerschlag        | Bilsteinstraße 13 · |      | Hier wohnte Gretel Hammerschlag verh. Held Jg. 1913 Flucht 1935 Südafrika                                                                                                 | 1. Sep. 2017  |                           |
| Max Hammerschlag           | Bilsteinstraße 13 · |      | Hier wohnte Max Hammerschlag Jg. 1917 Flucht 1936 Südafrika | 1. Sep. 2017  |                           |
| Julian Lorge               | Bilsteinstraße 30 · |      | Hier wohnte Julian Lorge Jg. 1877 deportiert 1941 tot in Riga | 25. Jan. 2012 |                           |
| Jenny Lorge                | Bilsteinstraße 30 · |      | Hier wohnte Jenny Lorge geb. Hammerschlag Jg. 1884 deportiert 1941 tot in Riga                                                                                            | 25. Jan. 2012 |                           |
| Heinz Lorge                | Bilsteinstraße 30 · |      | Hier wohnte Heinz Lorge Jg. 1925 deportiert Riga 1941 Dachau ermordet 16.4.1945                                                                                           | 25. Jan. 2012 |                           |
| Berthold Haller            | Bilsteinstraße 38 · |      | Hier wohnte Berthold Haller Jg. 1879 deportiert 1942 Theresienstadt ermordet 20.11.1942                                                                                   | 1. Sep. 2017  |                           |
| Emma Haller                | Bilsteinstraße 38 · |      | Hier wohnte Emma Haller geb. Strauss Jg. 1881 deportiert 1942 Theresienstadt 1944 Auschwitz ermordet                                                                      | 1. Sep. 2017  |                           |
| Ruth Haller                | Bilsteinstraße 38 · |      | Hier wohnte Ruth Haller Jg. 1912 im Widerstand/KPD verhaftet 1935 'Vorbereitung eines hochverräterischen Unternehmens' Gefängnis Kassel entlassen 1937 Flucht Argentinien | 1. Sep. 2017  |                           |
| Henriette Hammerschlag     | Meißnerstraße 3 ·   |      | Hier wohnte Henriette Hammerschlag geb. Levy Jg. 1856 unfreiwillig verzogen 1936 Kassel deportiert 1942 Theresienstadt ermordet 6.12.1942                                 | 25. Jan. 2012 |                           |
| Gertrud Hammerschlag       | Meißnerstraße 3 ·   |      | Hier wohnte Gertrud Hammerschlag geb. Ranis Jg. 1888 deportiert 1942 Theresienstadt 1944 Auschwitz ermordet                                                               | 25. Jan. 2012 |                           |
| Alice 'Liesel'Hammerschlag | Meißnerstraße 3 ·   |      | Hier wohnte Alice 'Liesel' Hammerschlag Jg. 1911 unfreiwillig verzogen 1936 Kassel deportiert 1942 Theresienstadt 1944 Auschwitz ermordet                                 | 25. Jan. 2012 |                           |
| Kurt Simon                 | Meißnerstraße 6 ·   |      | Hier wohnte Kurt Simon Jg. 1896 deportiert 1942 Schicksal unbekannt | 25. Jan. 2012 |                           |
| Inge Simon                 | Meißnerstraße 6 ·   |      | Hier wohnte Inge Simon Jg. 1927 deportiert 1942 Schicksal unbekannt | 25. Jan. 2012 |                           |
| Paula Schiff               | Meißnerstraße 6 ·   |      | Hier wohnte und arbeitete Paula Schiff Jg. 1904 deportiert 1942 Schicksal unbekannt                                                                                       | 25. Jan. 2012 |                           |